# Cooper Williams
Cooper Williams (* 17. Juni 2005 in New York City, New York) ist ein US-amerikanischer Tennisspieler.

## Persönliches
Williams wurde in New York City geboren, zog später nach Greenwich (Connecticut), von wo er nach New York pendelte. Als Tennis eine höhere Priorität bekam, wurde er online unterrichtet. Für seine Tenniskarriere zog er nach Boca Raton, Florida, um mit dem Fitnesstrainer Richard Woodruff zu trainieren.

## Karriere
Williams spielte von 2019 bis 2023 auf der ITF Junior Tour aktiv. Erster Erfolg war das Erreichen des Halbfinals 2022 beim Orange Bowl. Bei den Australian Open 2023 erreichte er die dritte Runde, sein bis dato bestes Ergebnis bei Grand-Slam-Turnieren. Im Doppel gewann er Ende 2022 drei Turniere in Folge, darunter auch den Orange Bowl. Als an 7 gesetzte Paarung startete er mit seinem Landsmann Learner Tien in den Doppelwettbewerb der Australian Open. Sie schlugen im Finale die topgesetzte Paarung und gewannen den Titel. In der Junior-Rangliste stieg er nach dem Turnier auf Platz 11. Das beste Resultat im Einzel folgte 2023 in Wimbledon, als er das Halbfinale erreichte. Bei den French und US Open schied er im Viertelfinale aus. Er gewann als Junior zehn Doppeltitel, sieben davon der höchsten drei Kategorien. Im Einzel blieb er titellos. Platz 3 im August 2023 wurde seine höchste Platzierung in der Junior-Rangliste.
Bei den Profis spielte Williams 2021 sein erstes Turnier auf der drittklassigen ITF Future Tour. 2022 spielte er sich auf der Tour zweimal ins Viertelfinale, während er im Doppel drei Finals erreichte und eines davon zum ersten Titel nutzte. Im Doppel konnte er dadurch in die Top 1000 der Welt einziehen. 2023 und 2024 kam im Doppel je ein weiterer Titel hinzu. Er platzierte sich auf Rang 516 in der Doppel-Weltrangliste.
2023 begann Williams ein Studium an der Harvard University. Er wurde als bester Freshman der Saison im College Tennis gekrönt und wurde All-American. 2024 wechselte er zur Duke University.